# ヴァウアン・リー
ヴァウアン・リー（Vaughan Lee、1982年10月15日 - ）は、イギリスの男性総合格闘家。イングランド・バーミンガム出身。UTCバーミンガム所属。ヴォーン・リーとも表記される。

## 来歴
ブルース・リーに憧れ格闘技を始め、グラップリングで国内王者となった。2003年にプロ総合格闘技デビュー。
2011年11月5日、UFC初参戦となったUFC 138でクリス・カリアソと対戦し、1-2の判定負けを喫した。
2012年2月26日、UFC 144で山本"KID"徳郁と対戦し、腕ひしぎ十字固めで一本勝ち。サブミッション・オブ・ザ・ナイトを受賞した。
2012年7月11日、UFC on Fuel TV 4でTJ・ディラショーと対戦し、ネッククランクで一本負けを喫した。
2013年6月8日、UFC on Fuel TV 10でバンタム級ランキング6位のハファエル・アスンソンと対戦し、腕ひしぎ十字固めで一本負け。
2014年5月31日、UFC Fight Night: Munoz vs. Mousasiでバンタム級ランキング7位のユーリ・アルカンタラと対戦し、パウンドで一本負け。
2015年7月18日、フライ級転向初戦となったUFC Fight Night: Bisping vs. Leitesでパディ・ホロハンと対戦し、0-3の判定負け。2連敗となりUFCからリリースされた。

## 戦績
| 総合格闘技 戦績 | 総合格闘技 戦績 | 総合格闘技 戦績 | 総合格闘技 戦績 | 総合格闘技 戦績 | 総合格闘技 戦績 | 総合格闘技 戦績 |
| --------------- | --------------- | --------------- | --------------- | --------------- | --------------- | --------------- |
| 28 試合         | (T)KO           | 一本            | 判定            | その他          | 引き分け        | 無効試合        |
| 14 勝           | 4               | 7               | 3               | 0               | 1               | 0               |
| 13 敗           | 4               | 6               | 3               | 0               | 1               | 0               |

| 勝敗 | 対戦相手                 | 試合結果                        | 大会名                                 | 開催年月日     |
| ×    | ナサニエル・ウッド       | 2R 4:22 TKO（パンチ連打）       | Cage Warriors 82                       | 2017年4月1日   |
| ×    | ラフマン・ドゥダエフ     | 5分3R終了 判定0-3               | WFCA 13: Grozny Battle                 | 2015年12月26日 |
| ×    | パディ・ホロハン         | 5分3R終了 判定0-3               | UFC Fight Night: Bisping vs. Leites    | 2015年7月18日  |
| ×    | ユーリ・アルカンタラ     | 1R 0:25 KO（左フック→パウンド） | UFC Fight Night: Munoz vs. Mousasi     | 2014年5月31日  |
| ○    | ナム・ファン             | 5分3R終了 判定3-0               | UFC Fight Night: Kim vs. Hathaway      | 2014年3月1日   |
| ×    | ハファエル・アスンソン   | 2R 1:51 腕ひしぎ十字固め        | UFC on Fuel TV 10: Nogueira vs. Werdum | 2013年6月8日   |
| ○    | 手塚基伸                 | 5分3R終了 判定3-0               | UFC on Fuel TV 7: Barao vs. McDonald   | 2013年2月16日  |
| ×    | TJ・ディラショー         | 1R 2:33 ネッククランク          | UFC on Fuel TV 4: Munoz vs. Weidman    | 2012年7月11日  |
| ○    | 山本"KID"徳郁            | 1R 4:29 腕ひしぎ十字固め        | UFC 144: Edgar vs. Henderson           | 2012年2月26日  |
| ×    | クリス・カリアソ         | 5分3R終了 判定1-2               | UFC 138: Leben vs. Munoz               | 2011年11月5日  |
| ○    | マーク・ジョーンズ       | 1R 1:29 TKO（パンチ連打）       | Sprawl 'N Brawl: Revelation            | 2011年7月10日  |
| ○    | イアン・コックス         | 1R 0:29 ギロチンチョーク        | Fight UK 4                             | 2011年6月5日   |
| ○    | ロブ・バンフォード       | 1R 1:04 腕ひしぎ十字固め        | Sprawl 'N Brawl                        | 2011年4月30日  |
| △    | ジェームス・ドゥーラン   | 5分3R終了 ドロー                | OMMAC 8: Blood, Sweat and Tears        | 2010年12月4日  |
| ○    | スティーブ・マコーム     | 1R 2:26 リアネイキドチョーク    | Bushido Challenge 2: A New Dawn        | 2010年4月3日   |
| ×    | アシュリー・グリムショー | 1R 3:32 三角絞め                | Cage Gladiators 12                     | 2009年6月6日   |
| ○    | マーク・チェン           | 3R リアネイキドチョーク         | AM 18: Holly Brawl                     | 2008年12月13日 |
| ×    | デビッド・リー           | 1R 2:11 リアネイキドチョーク    | Cage Gladiators 7                      | 2008年4月27日  |
| ×    | ブラッド・ピケット       | 3R 3:20 TKO（パンチ連打）       | Cage Rage Contenders 6                 | 2007年8月18日  |
| ○    | アンタナス・ジャズビタス | 5分3R終了 判定3-0               | Amateur MMA Fighting Championships 2   | 2007年6月17日  |
| ○    | ジョン・ウエイト         | 1R TKO                          | AM 12: Wired                           | 2007年3月17日  |
| ○    | デニス・ベナビシャス     | 1R 1:06 リアネイキドチョーク    | Cage Gladiators 3                      | 2006年12月3日  |
| ○    | ロブ・モリニュー         | 1R 1:08 TKO（コーナーストップ） | Cage Gladiators 2: The Next Generation | 2006年9月3日   |
| ○    | ベン・ヴィッカーズ       | 1R 4:58 リアネイキドチョーク    | Intense Fighting 5                     | 2006年8月19日  |
| ○    | スチュアート・グラント   | 1R 1:46 TKO（パンチ連打）       | Cage Rage Contenders 1                 | 2006年5月28日  |
| ×    | リー・シャーウッド       | 2R 1:16 三角絞め                | AM 8: KO                               | 2006年5月14日  |
| ×    | リッキー・ムーア         | 1R 腕ひしぎ十字固め             | Extreme Brawl 5                        | 2003年12月22日 |
| ×    | フィリー・サン           | 2R TKO（パンチ連打）            | Cage Rage 2                            | 2003年2月22日  |

## 表彰
- UFC サブミッション・オブ・ザ・ナイト（1回）